# Campeonato Italiano de Voleibol Feminino de 2018–19 - Primeira Divisão
A Liga Italiana de Voleibol Feminino de 2018-19 - Série A foi a 74ª edição desta competição organizado pela Lega Pallavolo Femminile Serie A, consórcio de clubes filiado à Federação Italiana de Voleibol (FIPAV) , por questões de patrocinadores chamada de "Samsung Volley Cup". Participaram do torneio treze equipes provenientes de doze províncias italianas, ou seja, de Novara (província), Bérgamo (província), Varese (província),Cremona (província), Turim (província), Roma (província), Cuneo (província), Ancona (província), Treviso (província), Bréscia (província), Monza e Brianza e Florença (província).
A equipe Imoco Conegliano conquistou seu terceiro título, bicampeonato consecutivo, ao vencer o AGIL Novara, após tres vitórias na série final, tendo a líbero Monica De Gennaro como a melhor jogadora da final e Paola Egonu encerrou a temporada com 792 pontos marcados

## Equipes participantes
| Equipe Nome fantasia                                        | Cidade                      | Ginásio                              | Capacidade | Temporada 2017/2018                   |
| ----------------------------------------------------------- | --------------------------- | ------------------------------------ | ---------- | ------------------------------------- |
| Volley Bergamo Zanetti Bergamo                              | Bérgamo                     | PalaNorda Bérgamo                    | 2 250      | 10º                                   |
| Futura Volley Busto Arsizio UNET E-WORK Busto Arsizio       | Busto Arsizio               | PalaYamamay Busto Arsizio            | 5 000      | 5º                                    |
| Volleyball Casalmaggiore Èpiù Pomì Casalmaggiore            | Casalmaggiore               | PalaFarina Viadana                   |            | 9º                                    |
| Imoco Volley Imoco Volley Conegliano                        | Conegliano                  | PalaVerde Villorba                   | 5 124      | 1º                                    |
| AGIL Volley Igor Gorgonzola Novara                          | Novara                      | Sporting Palace Novara               | 5 000      | 2º                                    |
| Pallavolo Scandicci Savino Del Bene Scandicci               | Scandicci                   | Pallazetto dello Sport Scandicci     | 2 000      | 3º                                    |
| Club Italia Club Italia CRAI                                | Roma                        | Centro Pavesi Milão                  | 1 000      | 9º da fase classificatória (Serie A2) |
| Chieri '76 Volleyball Reale Mutua Fenera Chieri '76'        | Chieri                      | PalaMaddalene Chieri                 | 1 200      | 1º dos playoffs (Serie A2)            |
| Cuneo Granda Volley Bosca San Bernardo Cuneo                | Cuneo                       | PalaCastagnaretta Cuneo              | 4 700      | Semifinalista dos playoffs (Serie A2) |
| Polisportiva Filottrano Pallavolo Lardini Filottrano        | Filottrano                  | PalaBaldinelli Osimo                 | 4 500      | 11º                                   |
| Volley Millenium Brescia Banca Valsabbina Millenium Brescia | Brescia                     | PalaGeorge Montichiari               | 4 300      | 1º da fase classificatória (Serie A2) |
| ProVictoria Pallavolo Monza Saugella Team Monza             | Monza                       | Palazzetto dello Sport (Monza) Monza | 4 500      | 5º                                    |
| Azzurra Volley San Casciano Il Bisonte Firenze              | San Casciano in Val di Pesa | Nelson Mandela Forum Firenze         | 7 800      | 8º                                    |

## Fase classificatória

### Classificação
- Vitória por 3 sets a 0 ou 3 a 1: 3 pontos para o vencedor;
- Vitória por 3 sets a 2: 2 pontos para o vencedor e 1 ponto para o perdedor.
- Não comparecimento, a equipe perde 2 pontos.
- Em caso de igualdade por pontos, os seguintes critérios servem como desempate: número de vitórias, média de sets e média de pontos.

|  |                                                       |
|  | Equipes classificadas para às quartas-de-final.       |
|  | Equipes que disputarão a permanência ou rebaixamento. |

|     |                                   |     | Jogos | Jogos | Jogos | Resultados | Resultados | Resultados | Resultados | Resultados | Resultados | Sets | Sets | Sets  | Pontos | Pontos | Pontos |
| Pos | Equipe                            | Pts | T     | V     | D     | 3–0        | 3–1        | 3–2        | 2–3        | 1–3        | 0–3        | V    | P    | R     | V      | P      | R      |
| --- | --------------------------------- | --- | ----- | ----- | ----- | ---------- | ---------- | ---------- | ---------- | ---------- | ---------- | ---- | ---- | ----- | ------ | ------ | ------ |
| 1   | Imoco Volley                      | 61  | 24    | 20    | 4     | 15         | 4          | 1          | 2          | 2          | 0          | 66   | 18   | 3.667 | 2034   | 1720   | 1.183  |
| 2   | AGIL Volley                       | 52  | 24    | 17    | 7     | 10         | 4          | 3          | 4          | 2          | 1          | 61   | 31   | 1.968 | 2107   | 1859   | 1.133  |
| 3   | Pallavolo Scandicci               | 50  | 24    | 18    | 6     | 9          | 4          | 5          | 1          | 1          | 4          | 57   | 32   | 1.781 | 2045   | 1824   | 1.121  |
| 4   | ProVictoria Pallavolo Monza       | 48  | 24    | 16    | 8     | 5          | 8          | 3          | 3          | 3          | 2          | 57   | 38   | 1.500 | 2168   | 2053   | 1.056  |
| 5   | Futura Volley Busto Arsizio       | 45  | 24    | 15    | 9     | 7          | 6          | 2          | 2          | 3          | 4          | 52   | 37   | 1.405 | 2066   | 1920   | 1.076  |
| 6   | Volleyball Casalmaggiore          | 43  | 24    | 15    | 9     | 5          | 7          | 3          | 1          | 3          | 5          | 50   | 40   | 1.250 | 1995   | 1968   | 1.014  |
| 7   | Azzurra Volley San Casciano       | 39  | 24    | 12    | 12    | 5          | 5          | 2          | 5          | 4          | 3          | 50   | 45   | 1.111 | 2108   | 2080   | 1.013  |
| 8   | Cuneo Granda Volley               | 36  | 24    | 13    | 11    | 3          | 5          | 5          | 2          | 4          | 5          | 47   | 48   | 0.979 | 2026   | 2116   | 0.957  |
| 9   | Volley Bergamo                    | 31  | 24    | 10    | 14    | 3          | 5          | 2          | 3          | 6          | 5          | 42   | 51   | 0.824 | 2019   | 2072   | 0.974  |
| 10  | Volley Millenium Brescia          | 30  | 24    | 10    | 14    | 3          | 3          | 4          | 4          | 4          | 6          | 42   | 53   | 0.792 | 2024   | 2106   | 0.961  |
| 11  | Polisportiva Filottrano Pallavolo | 14  | 24    | 5     | 19    | 1          | 3          | 1          | 0          | 9          | 10         | 24   | 62   | 0.387 | 1831   | 2048   | 0.894  |
| 12  | Chieri '76 Volleyball             | 12  | 24    | 4     | 20    | 1          | 0          | 3          | 3          | 7          | 10         | 25   | 66   | 0.379 | 1900   | 2128   | 0.893  |
| 13  | Club Italia                       | 7   | 24    | 1     | 23    | 0          | 1          | 0          | 4          | 7          | 12         | 18   | 70   | 0.257 | 1698   | 2127   | 0.798  |

## Playoffs
|  | Quartas-de-final        | Quartas-de-final            | Quartas-de-final            | Quartas-de-final        | Quartas-de-final        |   |    | Semifinais               | Semifinais                  | Semifinais               | Semifinais               | Semifinais               | Semifinais               | Semifinais               |  |  | Final                 | Final                 | Final                 | Final                 | Final                 | Final                 | Final                 |
|  | 6 a 15 de abril de 2019 | 6 a 15 de abril de 2019     | 6 a 15 de abril de 2019     | 6 a 15 de abril de 2019 | 6 a 15 de abril de 2019 |   |    | 19 a 25 de abril de 2019 | 19 a 25 de abril de 2019    | 19 a 25 de abril de 2019 | 19 a 25 de abril de 2019 | 19 a 25 de abril de 2019 | 19 a 25 de abril de 2019 | 19 a 25 de abril de 2019 |  |  | 1 a 6 de maio de 2019 | 1 a 6 de maio de 2019 | 1 a 6 de maio de 2019 | 1 a 6 de maio de 2019 | 1 a 6 de maio de 2019 | 1 a 6 de maio de 2019 | 1 a 6 de maio de 2019 |
|  |                         |                             |                             |                         |                         |   |    |                          |                             |                          |                          |                          |                          |                          |  |  |                       |                       |                       |                       |                       |                       |                       |
|  | 1°                      | Imoco Volley                | 3                           | 3                       | -                       |   |    |                          |                             |                          |                          |                          |                          |                          |  |  |                       |                       |                       |                       |                       |                       |                       |
|  | 8°                      | Cuneo Granda Volley         | 0                           | 0                       | -                       |   |    |                          |                             |                          |                          |                          |                          |                          |  |  |                       |                       |                       |                       |                       |                       |                       |
|  | 8°                      | Cuneo Granda Volley         | 0                           | 0                       | -                       |   | 1° | Imoco Volley             | 3                           | 3                        | 3                        | -                        | -                        |                          |  |  |                       |                       |                       |                       |                       |                       |                       |
|  |                         |                             |                             |                         |                         |   | 1° | Imoco Volley             | 3                           | 3                        | 3                        | -                        | -                        |                          |  |  |                       |                       |                       |                       |                       |                       |                       |
|  |                         | 4°                          | ProVictoria Pallavolo Monza | 0                       | 0                       | 1 | -  | -                        |                             |                          |                          |                          |                          |                          |  |  |                       |                       |                       |                       |                       |                       |                       |
|  | 4°                      | 4°                          | ProVictoria Pallavolo Monza | 0                       | 0                       | 1 | -  | -                        | ProVictoria Pallavolo Monza | 2                        | 3                        | 3                        |                          |                          |  |  |                       |                       |                       |                       |                       |                       |                       |
|  | 4°                      |                             |                             |                         |                         |   |    |                          | ProVictoria Pallavolo Monza | 2                        | 3                        | 3                        |                          |                          |  |  |                       |                       |                       |                       |                       |                       |                       |
|  | 5°                      | Futura Volley Busto Arsizio | 3                           | 1                       | 0                       |   |    |                          |                             |                          |                          |                          |                          |                          |  |  |                       |                       |                       |                       |                       |                       |                       |
|  |                         |                             |                             |                         |                         |   |    |                          |                             |                          |                          |                          |                          |                          |  |  | 1°                    | Imoco Volley          | 3                     | 3                     | 3                     | -                     | -                     |
|  |                         |                             | 2°                          | AGIL Volley             | 0                       | 0 | 2  | -                        | -                           |                          |                          |                          |                          |                          |  |  |                       |                       |                       |                       |                       |                       |                       |
|  | 2°                      | AGIL Volley                 | 0                           | 3                       | 3                       |   |    |                          |                             |                          |                          |                          |                          |                          |  |  |                       |                       |                       |                       |                       |                       |                       |
|  | 7°                      | Azzurra Volley San Casciano | 3                           | 1                       | 2                       |   |    |                          |                             |                          |                          |                          |                          |                          |  |  |                       |                       |                       |                       |                       |                       |                       |
|  | 7°                      | Azzurra Volley San Casciano | 3                           | 1                       | 2                       |   | 2° | AGIL Volley              | 2                           | 3                        | 3                        | -                        | -                        |                          |  |  |                       |                       |                       |                       |                       |                       |                       |
|  |                         |                             |                             |                         |                         |   | 2° | AGIL Volley              | 2                           | 3                        | 3                        | -                        | -                        |                          |  |  |                       |                       |                       |                       |                       |                       |                       |
|  |                         | 3°                          | Pallavolo Scandicci         | 3                       | 2                       | 2 | -  | -                        |                             |                          |                          |                          |                          |                          |  |  |                       |                       |                       |                       |                       |                       |                       |
|  | 3°                      | 3°                          | Pallavolo Scandicci         | 3                       | 2                       | 2 | -  | -                        | Pallavolo Scandicci         | 3                        | 3                        | -                        |                          |                          |  |  |                       |                       |                       |                       |                       |                       |                       |
|  | 3°                      |                             |                             |                         |                         |   |    |                          | Pallavolo Scandicci         | 3                        | 3                        | -                        |                          |                          |  |  |                       |                       |                       |                       |                       |                       |                       |
|  | 6°                      | Volleyball Casalmaggiore    | 1                           | 0                       | -                       |   |    |                          |                             |                          |                          |                          |                          |                          |  |  |                       |                       |                       |                       |                       |                       |                       |

## Classificação final
| Posição           | Equipe                            | Classificação                                              |
| ----------------- | --------------------------------- | ---------------------------------------------------------- |
| Medalha de ouro   | Imoco Volley                      | Liga dos Campeões da Europa de 2019-20 · Liga A1 2019/2020 |
| Medalha de prata  | AGIL Volley                       | Liga dos Campeões da Europa de 2019-20 · Liga A1 2019/2020 |
| Medalha de bronze | Pallavolo Scandicci               | Liga dos Campeões da Europa de 2019-20 · Liga A1 2019/2020 |
| 4                 | ProVictoria Pallavolo Monza       | Copa CEV de 2019-20 · Liga A1 2019/2020                    |
| 5                 | Futura Volley Busto Arsizio       | Challenge Cup de 2019-20 · Liga A1 2019/2020               |
| 6                 | Volleyball Casalmaggiore          | Liga A1 2019/2020                                          |
| 7                 | Azzurra Volley San Casciano       | Liga A1 2019/2020                                          |
| 8                 | Cuneo Granda Volley               | Liga A1 2019/2020                                          |
| 9                 | Volley Bergamo                    | Liga A1 2019/2020                                          |
| 10                | Volley Millenium Brescia          | Liga A1 2019/2020                                          |
| 11                | Polisportiva Filottrano Pallavolo | Liga A1 2019/2020                                          |
| 12                | Club Italia                       | Liga A1 2019/2020                                          |
| 13                | Chieri '76 Volleyball             | Série A2 2020                                              |

## Premiações
| Liga Italiana 2018-19                     |
| Vêneto                                    |
| ----------------------------------------- |
| Imoco Volley Campeão (3° título Italiano) |

### Individuais
As atletas que se destacaram individualmente foram: